# Valu lui Traian
Valu lui Traian község Constanța megyében, Dobrudzsában, Romániában. Nevének jelentése: Traian völgye.

## Fekvése
A település az ország délkeleti részén található, Konstancától nyolc kilométerre nyugatra, Murfatlar és a megyeszékhely között félúton.

## Története
A mai község egyetlen településből áll, amely az 1967-ben kiadott közigazgatási törvény alapján jött létre két teljesen egybenőtt falu, Valea Seacă és Valu lui Traian egyesítéséből.
Valu lui Traian-t 1897-ben alapították, törökül Hasança néven (románul: Hasancea). Jelenlegi nevét 1925-ben kapta, a közelben húzódó római kori védvonalra utalva. A védvonal három, egymással viszonylag párhuzamosan futó falrendszerből állt, melyek közül egy kisebb földsánc a településtől délre haladt, egy kőfal valamint egy nagyobb, földből épített védmű a községtől északra volt található.
Valea Seacă régi török neve Omurça (románul: Omurcea).

## Lakossága
A nemzetiségi megoszlás a következő:
| 2002             | 2002 | 2002   |
| ---------------- | ---- | ------ |
| Románok          | 7195 | 81,53% |
| Tatárok          | 1323 | 14,99% |
| Romák            | 188  | 2,13%  |
| Törökök          | 103  | 1,16%  |
| Magyarok         | 6    | 0,06%  |
| Lipovánok        | 2    | 0,02%  |
| Németek          | 1    | 0,01%  |
| Ukránok          | 1    | 0,01%  |
| Szlovákok        | 1    | 0,01%  |
| Bolgárok         | 1    | 0,01%  |
| Görögök          | 1    | 0,01%  |
| Nem nyilatkoztak | 2    | 0,02%  |
| Összesen         | 8824 | 100,0% |